# Williams Grand Prix Engineering
A Williams Grand Prix Engineering Limited, atualmente competindo como Atlassian Williams Racing, é uma equipe e construtor de Fórmula 1 fundada por Frank Williams e Patrick Head. A equipe foi formada em 1977, após as duas operações anteriores malsucedidas de Frank Williams: a Frank Williams Racing Cars (1969 a 1975) e Wolf – Williams Racing (1976).
A primeira corrida da equipe foi o Grande Prêmio da Espanha de 1977, onde a nova equipe competiu com um chassi da March pilotado pelo belga Patrick Nève. A Williams começou a fabricar seus próprios carros no ano seguinte, e o suíço Clay Regazzoni venceu a primeira corrida da história da equipe no Grande Prêmio da Grã-Bretanha de 1979. No Grande Prêmio da Grã-Bretanha de 1997, o canadense Jacques Villeneuve conquistou a centésima vitória da equipe, tornando a Williams uma das quatro equipes de Fórmula 1, ao lado da Ferrari, da também britânica McLaren e da Mercedes, a vencer cem Grandes Prêmios. Antes do início dos anos de ouro da Ferrari (entre 1999 e 2004), a Williams detinha o recorde de Campeonato de Construtores, ao todo nove — todos conquistados entre 1980 e 1997 —, contra oito da Ferrari e oito da McLaren até a temporada de 1999, quando foi igualada pela escuderia italiana em 2000 quando o recorde foi superado.
A Williams também tinha interesses comerciais além da Fórmula 1. Com sede em Grove, Oxfordshire, Reino Unido, a equipe estabeleceu a Williams Advanced Engineering e a Williams Hybrid Power, que pegam tecnologias originalmente desenvolvidas para a Fórmula 1 e as adaptam para aplicações comerciais. Em abril de 2014, a Williams Hybrid Power foi vendida para a GKN. A Williams Advanced Engineering tinha um centro de tecnologia localizada no Catar até ser fechado em 2014. Em dezembro de 2019, a Williams anunciou a venda de sua participação majoritária na Williams Advanced Engineering para a EMK Capital.
Em 21 de agosto de 2020, a Williams anunciou que havia sido adquirida pela Dorilton Capital, um grupo de investimento privado dos Estados Unidos.

## História da equipe
Frank Williams já havia possuído sua própria equipe de Fórmula 1, mas somente em 1977, com Patrick Head, formou a equipe Williams Grand Prix Engineering, nome que voltou a ser utilizado a partir no campeonato de 2006, depois dos anos em que foi parceira da BMW. A equipe obteve a primeira vitória num carro próprio, o Williams FW07, com o suíço Clay Regazzoni em 1979 no Grande Prêmio da Grã-Bretanha. O primeiro título mundial de pilotos veio em 1980 com o australiano Alan Jones.

### Saudia Airlines (1978-1984)
Entre 1979 e 1984, quando os pilotos da equipe conquistavam vitórias comemoravam com uma garrafa de água, porque a equipe inglesa era patrocinada pela Saudia Airlines, uma empresa árabe e que segue as leis islâmicas e que não permitia que os seus patrocinados consumissem bebidas alcoólicas no pódio.

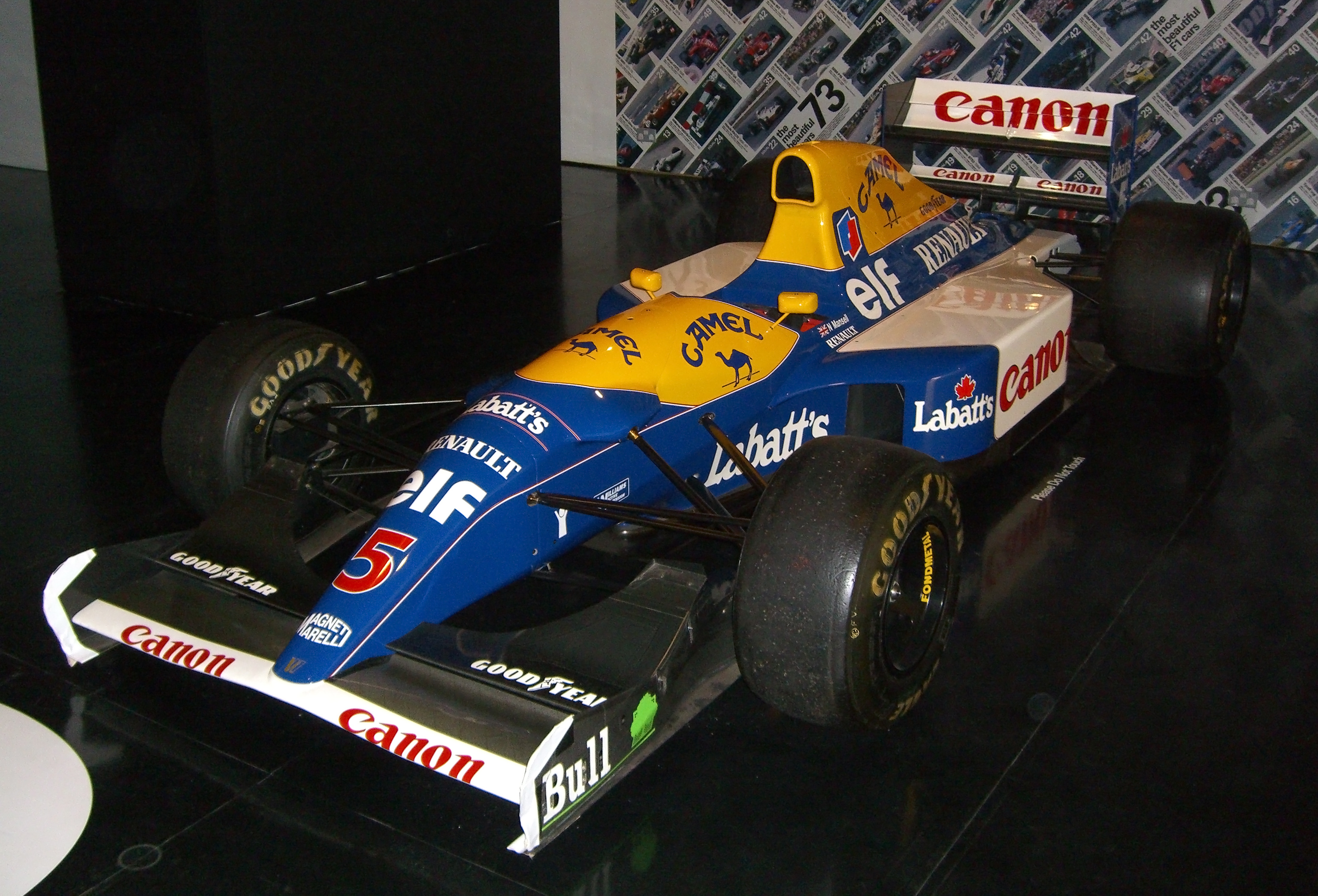
O FW14B de Nigel Mansell, usado em. Neste ano Mansell foi campeão de pilotos, e a Williams campeã nos construtores.

Nessa época, a Williams conquistou dois títulos de construtores (1980 e 1981) e dois de pilotos (1980 e 1982), com Alan Jones (1980) e Keke Rosberg (1982).

### Canon-Tactel Honda/Judd/Renault (1985-1990)
Em 1985 a equipe Williams fechou acordo de patrocínio com a fabricante de câmeras fotográficas japonesa Canon, a empresa de tecidos Tactel e a gigante química britânica ICI, marcando o ingresso do piloto Nigel Mansell e a última temporada de Keke Rosberg. Esse período ficou marcado pela disputa do domínio interno na equipe entre os pilotos Nigel Mansell e Nelson Piquet nas temporadas de 1986, culminando na perda do título para o piloto Alain Prost com a conquista somente do título de construtores, e 1987, com título para Nelson Piquet juntamente com de construtores. Em 1988, a equipe passa a perder o apoio dos motores Honda, fechando um acordo com a fabricante Judd, e Nelson Piquet transfere-se para equipe Team Lotus, sendo que em seu lugar, ingressa o italiano Riccardo Patrese. Comparada a temporada anterior, a equipe perde competitividade devido aos fracos motores Judd terem um péssimo rendimento, ficando em 7º colocação no mundial de construtores.
A partir de 1989, Nigel Mansell transfere-se para equipe Ferrari e em seu lugar ingressa o belga Thierry Boutsen. A temporada se mostra muito mais equilibrada, graças ao apoio da fabricante Renault no fornecimento de propulsores, com uma pole position de Riccardo Patrese no Grande Prêmio da Hungria e o vice-campeonato de construtores. Para 1990 a dupla de pilotos é mantida. Com o crescimento das equipes Benetton e Ferrari a equipe tem uma queda em seu rendimento finalizando a temporada com um 4º lugar no mundial de construtores.

### Canon-Camel Renault (1991-1993)
A partir de 1991 a equipe Williams fecha contrato de patrocínio com a fabricante de cigarros Camel, marcando também o retorno de Nigel Mansell. A temporada de 1991 se mostra uma evolução comparada a de 1990, visto o pesado investimento em recursos eletrônicos para os seus carros, juntamente com a evolução dos propulsores Renault. A disputa acirrada entre Nigel Mansell e Ayrton Senna marca essa temporada, sendo que um erro, contudo, cometido pelo britânico no Grande Prêmio do Japão lhe privou do título de pilotos consagrando a equipe vice-campeã de pilotos e vice-campeã de construtores. Entretanto, a temporada de 1992 marca o retorno do domínio da equipe com uma larga margem de vitórias de Mansell, com domínio da suspensão ativa e dos motores Renault, garantindo finalmente seu título de campeão de pilotos de forma antecipada, e o vice-campeonato para Riccardo Patrese, além do título de construtores. Em 1993 Nigel Mansell sai da equipe para ingressar na categoria CART e Riccardo Patrese anuncia sua ida para equipe Benetton. Nos respectivos lugares ingressam o francês Alain Prost e o britânico Damon Hill. A temporada é novamente marcada pelo domínio da equipe,  havendo contudo uma disputa acirrada entre os pilotos Ayrton Senna e Alain Prost, além da disputa de construtores com as equipes McLaren e Benetton. Alain Prost, contudo, sagra-se tetracampeão, anunciando sua saída definitiva da categoria. A equipe finaliza campeã de pilotos e construtores e encerra o patrocínio com a Canon e a Camel.

### Rothmans Renault (1994-1997)
A equipe trocou o patrocínio da gigante de cigarros Camel e da fabricante de câmeras Canon pela fabricante cigarros inglesa Rothmans. Foi um período de altos e baixos da equipe, em grande parte porque houve a limitação no investimento em tecnologia de eletrônica embarcada, e porque a equipe não se adequou a tempo para a transição do regulamento para 1994. A equipe já não contava com domínio superior frente aos adversários, devido a limitação da eletrônica embarcada, e os investimentos em melhora da aerodinâmica. O primeiro ano ficou marcado pela contratação de Ayrton Senna e sua morte no Grande Prêmio de San Marino. Frank Williams, Patrick Head e Adrian Newey (os dois últimos projetaram o carro) foram processados, mas não foram condenados. Neste ano, a equipe ganhou o campeonato de construtores, mas Damon Hill ficou a um ponto de Michael Schumacher, da Benetton. Nessa mesma temporada, a equipe chamou  Nigel Mansell para as últimas três corridas, sendo que o britânico ainda ganhou a última. As temporadas de 1994 e 1995 marcaram um jejum de títulos, com duas temporadas de chances desperdiçadas, com um dos piores desempenhos desde o início da fase de domínio da equipe em 1987 com o título de Nelson Piquet. 1996 foi a temporada de retomada de vitórias da equipe com o título de pilotos para Damon Hill e a entrada de Jacques Villeuneuve para a vaga de segundo piloto, e que em 1997 viria a ser campeão pela Williams.

### Winfield Mecachrome/Supertec (1998-1999)
A fase mais vitoriosa da Williams acabou em 1997, em grande parte pela perda dos motores Renault, que saíram da Fórmula 1. Nas temporadas de 1998 e 1999 com os motores não oficiais da Renault, Mecachrome e Supertec respectivamente, a Williams conquistou 3° e 5° lugares nos construtores, sem chances de alguma vitória, e teve a participação do piloto Alessandro Zanardi, que não repetiu a mesma performance que fez na Champ Car ano anterior.

### Motores BMW (2000-2005)
Em 2000 a equipe muda de fornecedora de motores, que a partir de então passa a ser a BMW. Neste ano a Williams faz uma temporada regular conquistando 36 pontos e o 3° lugar nos construtores.
Para 2001, com o carro mais desenvolvido junto com o BMW, a equipe quebra um jejum de 4 anos sem vitórias na Fórmula 1, com a vitória de Ralf Schumacher no Grande Prêmio de San Marino, faz 80 pontos e repete o 3° lugar da temporada anterior.
Nas temporadas de 2002 e 2003 conquista o vice-campeonato de construtores. Em 2004, Patrick Head faz um projeto revolucionário, mas o carro não se mostra competitivo e frustra as expectativas de título da equipe, que pelo menos encerra a temporada com uma vitória de Juan Pablo Montoya no Grande Prêmio do Brasil, e essa foi a última temporada da dupla Montoya e Ralf pela equipe. Para 2005 Mark Webber e Nick Heidfeld são contratados, fazem uma temporada regular, mas a Williams e a BMW rompem.

### Motores Cosworth (2006)
Com o rompimento da Williams com a BMW, em 2006 a Cosworth vira a nova fornecedora de motores. A equipe faz uma péssima temporada, conquistando apenas 11 pontos e o 8° lugar no construtores. A dupla de pilotos é Mark Webber e o estreante Nico Rosberg.

### Motores Toyota (2007-2009)
Em 2007 a Williams fecha acordo para ter os motores Toyota pelo menos até 2009. Com a parceria com a Toyota, a equipe se reergueu do fracasso de 2006, formando uma nova dupla de pilotos com Alexander Wurz substituindo Webber, que foi para a RBR, e mantendo o alemão Nico Rosberg. O ano foi bom, com a equipe fazendo um pódio com Wurz, no acidentado Grande Prêmio do Canadá, e um total de 33 pontos e o quarto lugar no campeonato de construtores, após a desclassificação da McLaren. No último Grande Prêmio do ano, o do Brasil, o japonês Kazuki Nakajima assumiu a vaga de piloto titular deixado por Wurz, que havia anunciado sua aposentadoria no GP anterior.
Após a consistente temporada de 2007, a Williams entra em 2008 apontada como quinta força da categoria, atrás de Ferrari, McLaren, BMW Sauber e Renault. O início foi promissor, com Nico fazendo logo na estreia da temporada um pódio, e Nakajima chegando em sexto. Porém já na segunda etapa a equipe vai muito mal com Nico em 12° e Nakajima em 15°. Nas corridas seguintes a equipe perdeu posições para Renault, Toyota e até para a Toro Rosso e Red Bull Racing no campeonato, e continuou decepcionando ao ter o seu melhor resultado dois sétimos lugares e chegar na maioria das vezes abaixo da décima colocação. No entanto a equipe conquistou um pódio novamente com Nico em 2º e Nakajima em 8º no histórico primeiro Grande Prêmio noturno de Singapura. Ao término da temporada, a equipe ficou na oitava colocação do Campeonato de Construtores com 26 pontos, 17 de Nico e 9 de Nakajima.
Em 2009 manteve os pilotos Rosberg e Nakajima; e como pilotos de testes o alemão Nicolas Hülkenberg também foi mantido, sendo contratado o jovem angolano Ricardo Teixeira. Foi uma temporada consistente e ligeiramente melhor que 2008. Com 34.5 pontos, a equipe terminou em sétimo lugar, embora as boas corridas de Rosberg se contrapunham com as fracas atuações de Nakajima, que não marcou nenhum ponto.
Em 20 de novembro a equipe anunciou a venda de parte minoritária da equipe a uma companhia de investimentos austríaca liderada por Toto Wolff.

### Volta aos motores Cosworth (2010-2011)
Para a temporada de 2010 a equipe contratou Rubens Barrichello, de 37 anos, para pilotar o novo carro com o motor Cosworth, juntamente com o novato piloto alemão Nico Hülkenberg, de 22 anos, campeão da GP2 em 2009 e até então piloto de testes. Para piloto de testes, o finlandês Valtteri Bottas foi confirmado na equipe em 29 de janeiro de 2010. A equipe terminou o mundial em sexto lugar no campeonato de construtores e Frank Williams chegou a afirmar que a equipe não ficou satisfeita com o desempenho do modelo FW32.
Em 2011 a equipe confirmou Rubens Barrichello e Pastor Maldonado como pilotos titulares e a manutenção de Valtteri Bottas como piloto de teste. A temporada de 2011 foi a pior da história da Williams, a equipe terminou o campeonato atrás de todas as equipes competitivas da categoria, ficando a frente apenas das pequenas Hispania, Virgin e Lotus.

### Volta aos motores Renault (2012-2013)
Ainda em julho de 2011, a equipe anunciou que voltaria a utilizar motores Renault para a temporada de 2012, reeditando sua parceria bem sucedida com a fabricante francesa nos anos 1990.
Em 17 de Janeiro de 2012, o piloto brasileiro Bruno Senna foi anunciado como titular para a temporada 2012, assumindo a vaga de Rubens Barrichello. A equipe obtém melhores resultados no início da temporada e volta a conquistar uma pole position e vitória, com o venezuelano Pastor Maldonado no GP da Espanha.
A temporada de 2013 foi uma das piores da história da equipe, marcando apenas 5 pontos, com o finlandês, Valtteri Bottas sendo responsável por 4 deles no Grande Prêmio dos Estados Unidos ao chegar em 8º lugar. O FW35 se mostrou pouco competitivo, no final da temporada o venezuelano, Pastor Maldonado foi dispensado e rumou para a equipe Lotus F1 Team.

### Volta aos Motores Mercedes (2014 - presente)

#### Últimos momentos de brilho (2014-2015)
Em 11 de novembro de 2013, o piloto brasileiro Felipe Massa foi anunciado como titular para a temporada de 2014. A Williams passou a utilizar os motores Mercedes, retendo o piloto Valtteri Bottas novamente em seu segundo carro. A troca do regulamento prejudicou a recuperação de muitas equipes e uma delas foi a Williams, que amargou as últimas temporadas com resultados sem expressão passando por uma fase semelhante em que encontrou nas temporadas de 1989 e 1990. Além da nova dupla, foi confirmada a manutenção de Susie Wolff como piloto de desenvolvimento, a contratação do brasileiro Felipe Nasr como piloto reserva, além de um patrocínio master junto com a fábrica de bebidas Martini, conhecida na Fórmula 1 por patrocinar Brabham e Team Lotus na década de 1970. 
Desde o início da temporada de 2014 até o seu fim, Massa e Bottas mostraram a evolução do carro de 2014 comparado com o das temporadas passadas, esse saíram muito bem e conquistaram uma pole position (Felipe Massa na Áustria) e nove pódios, sendo seis com Valtteri Bottas (4 terceiros lugares e 2 segundos) e três com Felipe Massa (2 terceiros lugares e 1 segundo) sem contudo conquista de vitórias, a última de Pastor Maldonado em 2012. Com estes resultados, a equipe finalizou o campeonato na 3ª colocação entre os construtores, seu melhor resultado desde 2003, quando foi vice-campeã.
No ano seguinte, em 2015, houve uma repetição dos resultados apresentados no ano anterior com a conquista de quatro pódios; Felipe Massa (2 terceiros lugares na Áustria e na Itália) e Valtteri Bottas (2 terceiros lugares no Canadá e no México). Com estes resultados, a equipe finalizou o campeonato pela segunda vez consecutiva na 3ª colocação entre os construtores.

#### Decadência (2016-2017)
Na temporada de 2016, a Williams não repetiu o mesmo desempenho das duas ultimas temporadas, a equipe conseguiu só um pódio no Grande Prêmio do Canadá com Valtteri Bottas, e geralmente Bottas e Massa finalizaram entre as 4ª e 10ª posições, e com esses resultados, a Williams terminou o campeonato em 5º lugar, com 138 pontos, e viu a equipe Force India avançar na 4ª posição. A temporada de 2017 marca o retorno de Paddy Lowe agora como diretor técnico executivo da Williams, Lowe foi um dos engenheiros ao lado de Patrick Head e Adrian Newey que encabeçaram a sequencia de bom desempenho e conquistas nos anos 90, com dois títulos para Williams (1992 com Nigel Mansell e 1993 com Alain Prost).
A temporada de 2017 por outro lado marcou a saída de Valtteri Bottas e um regresso inesperado de Felipe Massa que havia anunciado a aposentadoria definitiva em 2016. Lance Stroll que seria companheiro de Valtteri Bottas assumiu a vaga do piloto finlandês. Stroll é o primeiro piloto canadense a regressar a equipe de Grove desde a saída de Jacques Villeneuve em 1998. Os resultados nessa temporada continuaram muito semelhantes aos resultados de 2016. Foi o ultimo ano de Felipe Massa que não renovou e se aposentou da categoria novamente.

##### Anos consecutivos na lanterna do grid (2018-2020)
Em 2018, houve grande especulação pelo retorno do piloto Robert Kubica que havia se aposentado precocemente dos carros de Fórmula 1 devido ao grave acidente de rally em 2011. Porém a equipe de Grove ousou na escolha, renovando com o canadense Lance Stroll, e pensando na nova geração de pilotos, acertou com o russo Sergey Sirotkin, de 22 anos, que trouxe uma contribuição adicional em investimentos financeiros para equipe, cujo propósito era ajudar no desenvolvimento do carro de 2018. Porém, o carro FW41 se mostrou muito frágil e pouco competitivo, tendo raríssimas chances de pontuar.  Com o carro inútil, a Williams afundou de vez no grid e passou a ocupar o fundão durante maior parte da temporada. Desta forma, a equipe terminou na 10º e última colocação do campeonato de construtores. Depois de 9 títulos mundiais, a Williams chegou ao fundo do poço.
Em 27 de fevereiro de 2018, a Martini anunciou que deixaria a Williams e a Fórmula 1 no final da temporada de 2018. Em 12 de outubro de 2018, a equipe anunciou que o então campeão da Fórmula 2, George Russell, se juntaria à equipe na temporada de 2019. Em 22 de novembro de 2018, foi anunciado que o piloto reserva Robert Kubica seria promovido para o outro assento, marcando seu retorno à Fórmula 1 depois de oito anos longe da categoria devido a lesão.
Para a temporada de 2019, a equipe firmou uma parceria com a empresa polonesa de petróleo PKN Orlen e um contrato de patrocínio de vários anos com a empresa de telecomunicações ROKiT. Porém, o desempenho não mudou e o carro FW42 se mostrou ainda pior do que o do ano anterior, e ficou pronto com atraso ainda na pré-temporada. Desta forma, a equipe sofreu para marcar um suado ponto durante o ano inteiro, vindo pelas mãos de Robert Kubica na 10ª etapa do campeonato, no GP da Alemanha. Assim a equipe terminou novamente na lanterna do campeonato de construtores.    
Em 19 de setembro de 2019, a Williams anunciou que Kubica havia decidido deixar a equipe no final da temporada de 2019; ele se juntaria à Alfa Romeo como piloto reserva na temporada de 2020. O vice-campeão do Campeonato de Fórmula 2 de 2019, Nicholas Latifi, foi promovido de seu papel de piloto reserva para substituir Kubica na temporada de 2020.
Em maio de 2020, após a publicação de perdas significativas em 2019 devido ao fraco desempenho da equipe no campeonato e consequente declínio em prêmios em dinheiro e renda de patrocínio, a Williams anunciou o término imediato de seu contrato de patrocínio com a ROKiT.
Após sua diretoria anunciar no final de maio que estava considerando uma venda parcial ou total da equipe como forma de aliviar a pressão financeira, a Williams confirmou em 21 de agosto de 2020, a venda da equipe para a Dorilton Capital, um grupo de investimento privado dos Estados Unidos, por 152 milhões de euros. O montante inclui também o pagamento da dívida da empresa, que continuou operando como Williams e manteve sua base no Reino Unido.
Apesar de ter sido oferecida a chance de permanecer como chefe da equipe Williams, Claire Williams anunciou, em 3 de setembro de 2020, sua saída da equipe após o Grande Prêmio da Itália. Em 8 de setembro, a equipe anunciou Simon Roberts como seu novo chefe de equipe interino. Em 17 de dezembro, a Williams oficializa Roberts como seu chefe de equipe e anuncia Jost Capito como seu novo diretor executivo.
Apesar das mudanças na equipe, a temporada de 2020 da Williams foi marcada por falta de competitividade e problemas mecânicos. O carro FW43 se mostrou mais do mesmo, pouco competitivo e muito frágil, não dando sossego a dupla Nicholas Latifi e George Russell. Pela primeira vez na história, a equipe terminou um mundial de pilotos sem marcar um ponto sequer, ficando atrás até da Haas nos construtores. Seu melhor resultado no ano foi o 11º lugar de Russell no GP da Toscana. A Williams novamente amargou pelo terceiro ano consecutivo na lanterna entre os construtores.

#### Era Dorilton Capital e Reconstrução (2021 -presente)
Em 2021, primeiro ano com a Dorilton Capital como nova proprietária, uma série de reformas foi feita para revolucionar a equipe. Uma delas foi a mudança de cor, a Williams, que vinha adotando o branco como cor predominante, passou a usar o azul novamente, assim como era em grande parte do final dos anos 1990 (azul claro e branco), porém em outra tonalidade mais escura. 
A temporada da Williams foi levemente melhor do que os anos anteriores, conseguindo pontuar em várias corridas de forma consecutiva, e até brigando por pódios. Apesar das limitações, o carro FW43B se mostrou muito competitivo durante a maior parte da temporada, conseguindo um inesperado pódio de Russell no chuvoso GP da Bélgica, quando terminou em segundo lugar, atrás do vencedor, Max Verstappen da Red Bull Racing. Somando alguns pontos do Latifi e do Russell, o time terminou a frente das duas piores do grid na temporada (Alfa Romeo e Haas) nos construtores, na oitava posição na tabela.
Todavia, apesar do bom desempenho, George Russell deixou a Williams ao fim da temporada de 2021, para se juntar a Mercedes de Lewis Hamilton. Em seu lugar, entrou o Alexander Albon, que retornou a F1 depois de uma passagem sem muito brilho pela Red Bull em 2020. 
Em 2022, uma modificação em particular desagradou uma parcela de fãs, pois a Williams deixou de usar o logotipo "S" do Senna em seu novo carro e nos macacões de seus pilotos. Capito alegou que a remoção era porque a equipe queria "avançar no futuro", que eles iriam dedicar um espaço dedicado ao piloto brasileiro no museu da equipe, e que eles tinham a intenção de estreitar laços com o Instituto Ayrton Senna.
Apesar de ter apostado no novo regulamento lançado em 2022, o FW44 decepcionou por ser um carro pesado com falta de pressão aerodinâmica, retornando à lanterna do campeonato. Mesmo assim, seus pilotos conseguiram pontuar, embora Nicholas Latifi tenha deixado a equipe no final da temporada. Outras baixas foram as de Jost Capito, comandante da equipe, e Francois-Xavier Demaison, diretor técnico.
James Vowles assumiu o cargo de chefe da equipe em 2023, e o estadunidense Logan Sargeant foi contratado para substituir Latifi. Essa temporada foi a melhor da equipe nos últimos anos, pois eles terminaram em sétimo lugar, com 28 pontos conquistados, sendo que 27 destes vieram de Alexander Albon, que se consolidou como líder da equipe.
No entanto, o 2024 da Williams não começou muito bem. A equipe sofreu com os prejuízos causados pelas batidas de seus pilotos, mas uma em particular se destacou: a de Alexander Albon no TL1 do Grande Prêmio da Austrália. Nesse acidente, o tailandês danificou gravemente o seu chassi, e como a Williams, que ainda se encontrava em grandes dificuldades financeiras, não tinha um substituto, muito menos peças para construir um novo em tempo hábil para a corrida, o chefe da equipe acabou decidindo que Albon correria usando o carro do outro piloto, Logan Sargeant. Essa decisão acabou retirando o piloto estadunidense da corrida, o que rendeu críticas à organização da equipe, contudo, Vowles se defendeu, afirmando que a substituição de Sargeant por Albon se deu porque o tailandês tinha mais chances de conseguir pontos para a equipe.
O chassi de Albon foi recuperado para o GP do Japão, mas teve que ser transferido para Sargeant. A equipe segue sem chassis reservas para as etapas seguintes, e alega que os limites de recursos atrasam as fabricações das peças novas, assim como as atualizações necessárias para a equipe.

## Pilotos
Pela equipe Williams, passaram vários pilotos famosos na Fórmula 1. Dentre os campeões mundiais, estão Alan Jones, Ayrton Senna, Alain Prost, Nigel Mansell, Nelson Piquet, Keke Rosberg, Nico Rosberg, Jenson Button, Damon Hill e Jacques Villeneuve. Outros pilotos notáveis foram Rubens Barrichello, Juan Pablo Montoya, Riccardo Patrese, Ralf Schumacher, Nick Heidfeld, Nico Hulkenberg, Mark Webber, Felipe Massa e George Russell.
Em 1983, Ayrton Senna testou um carro da Williams, mas Frank Williams não pôde contratá-lo, porque já tinha um acordo firmado com os pilotos que atuaram na última temporada (Jacques Laffite e Keke Rosberg em 1983) para 1984. Senna também teria sido contatado pela equipe para assinar com eles para a temporada de 1992, mas por lealdade à Honda, o tricampeão optou por renovar com a McLaren. Em 1993, após a Honda deixar a McLaren, Senna chegou a se oferecer abertamente para a equipe britânica, mas teria sido vetado por Alain Prost, algo que o desagradou profundamente. Ele só conseguiu assinar com a equipe de Frank Williams em 1994.
Além de Senna, Piquet e Barrichello, os outros brasileiros a competir pela equipe foram Antônio Pizzonia, Bruno Senna e Felipe Massa, que até hoje é o último brasileiro a disputar uma temporada completa como piloto titular na Fórmula 1. Ao todo, são seis pilotos, o que coloca a Williams como a equipe que mais contratou brasileiros para dirigirem seus bólidos. Mas a quantidade aumenta para sete quando se inclui José Carlos Pace, que também é considerado como tendo sido piloto da Williams, pois estreou na categoria na primeira equipe de Frank, a Frank Williams Racing Cars.
O último a conquistar um título de pilotos pela equipe foi o canadense Jacques Villeneuve em 1997. Felipe Massa foi o responsável por fazer a última pole da equipe, no GP da Áustria de 2014. Já a última vitória ficou a cargo do venezuelano Pastor Maldonado, no GP da Espanha de 2012. E o último pódio foi o segundo lugar conquistado pelo britânico George Russell, no GP da Bélgica de 2021, embora a pontuação tenha sido diminuída pela metade por que a corrida foi interrompida com apenas 4 voltas.
| 2023                               | Williams Racing | FW45             | P | Mercedes   | Esso         | Nicholas Sargeant Alexander Albon                                                                                       |                                                                          |                                  |
| 2022                               | Williams Racing | FW44             | P | Mercedes   | Esso         | Logan Sargeant Alexander Albon                                                                                          | Roy Nissany                                                              | 10° lugar 8 pontos               |
| 2021                               | Williams Racing | FW43B            | P | Mercedes   | Petronas     | Nicholas Latifi George Russell                                                                                          | Jack Aitken Roy Nissany                                                  | 8° lugar 23 pontos               |
| 2020                               | Williams Racing | FW43             | P | Mercedes   | Petronas     | Nicholas Latifi George Russell Jack Aitken                                                                              | Jack Aitken Roy Nissany                                                  | 10º lugar nenhum ponto           |
| 2019                               | ROKiT Williams Racing | FW42             | P | Mercedes   | Petronas     | George Russell Robert Kubica                                                                                            | Nicholas Latifi                                                          | 10° lugar 1 ponto                |
| 2018                               | Williams Martini Racing | FW41             | P | Mercedes   | Petronas     | Lance Stroll Sergey Sirotkin                                                                                            | Robert Kubica                                                            | 10° lugar 7 pontos               |
| 2017                               | Williams Martini Racing | FW40             | P | Mercedes   | Petronas     | Lance Stroll Felipe Massa Paul di Resta                                                                                 | Paul di Resta                                                            | 5º lugar 83 pontos               |
| 2016                               | Williams Martini Racing | FW38             | P | Mercedes   | Petrobras    | Felipe Massa Valtteri Bottas                                                                                            | Alex Lynn Lance Stroll Gary Paffett                                      | 5º lugar 138 pontos              |
| 2015                               | Williams Martini Racing | FW37             | P | Mercedes   | Petrobras    | Felipe Massa Valtteri Bottas                                                                                            | Adrian Sutil Susie Wolff Alex Lynn                                       | 3º lugar 257 pontos              |
| 2014                               | Williams Martini Racing | FW36             | P | Mercedes   | Petrobras    | Felipe Massa Valtteri Bottas                                                                                            | Felipe Nasr Susie Wolff                                                  | 3º lugar 320 pontos              |
| 2013                               | Williams F1 Team | FW35             | P | Renault    | Total        | Pastor Maldonado Valtteri Bottas                                                                                        | Susie Wolff                                                              | 9º lugar 5 pontos                |
| 2012                               | Williams F1 Team | FW34             | P | Renault    | Total        | Pastor Maldonado Bruno Senna                                                                                            | Valtteri Bottas Susie Wolff                                              | 8º lugar 76 pontos               |
| 2011                               | AT&T Williams | FW33             | P | Cosworth   | Castrol      | Rubens Barrichello Pastor Maldonado                                                                                     | Valtteri Bottas                                                          | 9º lugar 5 pontos                |
| 2010                               | AT&T Williams | FW32             | B | Cosworth   | Castrol      | Rubens Barrichello Nico Hülkenberg                                                                                      | Valtteri Bottas                                                          | 6º lugar 69 pontos               |
| 2009                               | AT&T Williams | FW31             | B | Toyota     | Castrol      | Nico Rosberg Kazuki Nakajima                                                                                            | Nico Hülkenberg                                                          | 6º lugar 34,5 pontos             |
| 2008                               | AT&T Williams | FW30             | B | Toyota     | Petrobras    | Nico Rosberg Kazuki Nakajima                                                                                            | Nico Hulkenberg                                                          | 8º lugar 26 pontos               |
| 2007                               | AT&T Williams | FW29             | B | Toyota     | Petrobras    | Nico Rosberg Alexander Wurz Kazuki Nakajima                                                                             | Kazuki Nakajima Narain Karthikeyan                                       | 4º lugar 33 pontos               |
| 2006                               | Williams F1 Team | FW28             | B | Cosworth   | Petrobras    | Mark Webber Nico Rosberg                                                                                                | Alexander Wurz Narain Karthikeyan                                        | 8º lugar 11 pontos               |
| 2005                               | BMW Williams F1 Team | FW27             | M | BMW        | Petrobras    | Mark Webber Nick Heidfeld Antonio Pizzonia                                                                              | Antonio Pizzonia Nico Rosberg Andy Priaulx Sebastian Vettel              | 5º lugar 66 pontos               |
| 2004                               | BMW Williams F1 Team | FW26             | M | BMW        | Petrobras    | Juan Pablo Montoya Ralf Schumacher Marc Gené Antonio Pizzonia                                                           | Marc Gené Antonio Pizzonia Olivier Beretta                               | 4º lugar 88 pontos               |
| 2003                               | BMW Williams F1 Team | FW25             | M | BMW        | Petrobras    | Juan Pablo Montoya Ralf Schumacher Marc Gené                                                                            | Antonio Pizzonia Marc Gené Marko Asmer Ricardo Sperafico Olivier Beretta | 2º lugar 144 pontos              |
| 2002                               | BMW Williams F1 Team | FW24             | M | BMW        | Petrobras    | Juan Pablo Montoya Ralf Schumacher                                                                                      | Antonio Pizzonia Marc Gené                                               | 2º lugar 92 pontos               |
| 2001                               | BMW Williams F1 Team | FW23             | M | BMW        | Petrobras    | Juan Pablo Montoya Ralf Schumacher                                                                                      | Antonio Pizzonia Jörg Müller                                             | 3º lugar 80 pontos               |
| 2000                               | BMW Williams F1 Team | FW22             | B | BMW        | Petrobras    | Ralf Schumacher Jenson Button                                                                                           | Bruno Junqueira Jörg Müller                                              | 3º lugar 36 pontos               |
| 1999                               | Winfield Williams | FW21             | B | Supertec   | Petrobras    | Alessandro Zanardi Ralf Schumacher                                                                                      | Bruno Junqueira                                                          | 5º lugar 35 pontos               |
| 1998                               | Winfield Williams | FW20             | B | Mecachrome | Castrol      | Jacques Villeneuve Heinz-Harald Frentzen                                                                                | Juan Pablo Montoya Max Wilson                                            | 3º lugar 38 pontos               |
| 1997                               | Rothmans Williams Renault | FW19             | G | Renault    | Elf Castrol  | Jacques Villeneuve Heinz-Harald Frentzen                                                                                | Jean-Christophe Boullion Juan Pablo Montoya                              | Campeã 123 pontos                |
| 1996                               | Rothmans Williams Renault | FW18             | G | Renault    | Elf          | Damon Hill Jacques Villeneuve                                                                                           | Jean-Christophe Boullion                                                 | Campeã 175 pontos                |
| 1995                               | Rothmans Williams Renault | FW17 FW17B       | G | Renault    | Elf          | Damon Hill David Coulthard                                                                                              | Jean-Christophe Boullion                                                 | 2º lugar 112 pontos              |
| 1994                               | Rothmans Williams Renault | FW16 FW16B       | G | Renault    | Elf          | Damon Hill Ayrton Senna David Coulthard Nigel Mansell                                                                   | David Coulthard                                                          | Campeã 118 pontos                |
| 1993                               | Canon Williams | FW15C            | G | Renault    | Elf          | Alain Prost Damon Hill                                                                                                  | Kenny Bräck David Coulthard                                              | Campeã 168 pontos                |
| 1992                               | Canon Williams Team | FW14B            | G | Renault    | Elf          | Nigel Mansell Riccardo Patrese                                                                                          | Damon Hill                                                               | Campeã 164 pontos                |
| 1991                               | Canon Williams Team | FW14             | G | Renault    | Elf          | Nigel Mansell Riccardo Patrese                                                                                          | Mark Blundell Damon Hill                                                 | 2º lugar 125 pontos              |
| 1990                               | Canon Williams Team | FW13B            | G | Renault    | Elf          | Riccardo Patrese Thierry Boutsen                                                                                        | Mark Blundell                                                            | 4º lugar 57 pontos               |
| 1989                               | Canon Williams Team | FW12C FW13       | G | Renault    | Elf          | Riccardo Patrese Thierry Boutsen                                                                                        | Mark Blundell                                                            | 2º lugar 77 pontos               |
| 1988                               | Canon Williams Team | FW12             | G | Judd       | Mobil        | Nigel Mansell Riccardo Patrese Martin Brundle Jean-Louis Schlesser                                                      | Jean-Louis Schlesser                                                     | 7º lugar 20 pontos               |
| 1987                               | Canon Williams Team | FW11B            | G | Honda      | Mobil        | Nelson Piquet Nigel Mansell Riccardo Patrese                                                                            | Jean-Louis Schlesser                                                     | Campeã 137 pontos                |
| 1986                               | Canon Williams Honda | FW11             | G | Honda      | Mobil        | Nelson Piquet Nigel Mansell                                                                                             |                                                                          | Campeã 141 pontos                |
| 1985                               | Canon Williams Honda | FW10             | G | Honda      | Mobil        | Keke Rosberg Nigel Mansell                                                                                              | Mike Thackwell                                                           | 3º lugar 71 pontos               |
| 1984                               | Williams Grand Prix Engineering | FW09             | G | Honda      | Mobil        | Keke Rosberg Jacques Laffite                                                                                            |                                                                          | 6º lugar 25.5 pontos             |
| 1983                               | TAG Williams Racing Team | FW08C            | G | Ford Honda | Mobil        | Keke Rosberg Jacques Laffite Jonathan Palmer                                                                            |                                                                          | 4° lugar 36 pontos Williams-Ford |
| 1983                               | TAG Williams Racing Team | FW08C            | G | Ford Honda | Mobil        | Keke Rosberg Jacques Laffite Jonathan Palmer                                                                            | 11º lugar 2 pontos Williams-Honda                                        |                                  |
| 1982                               | TAG Williams Racing Team | FW07C FW07D FW08 | G | Ford       | Mobil        | Carlos Reutemann Keke Rosberg Mario Andretti Derek Daly                                                                 |                                                                          | 4º lugar 58 pontos               |
| 1981                               | Albilad Williams Racing Team TAG Williams Racing Team                                                                                    | FW07C            | G | Ford       | Mobil        | Alan Jones Carlos Reutemann                                                                                             |                                                                          | Campeã 95 pontos                 |
| 1980                               | Albilad Williams Racing Team Brands Hatch Racing RAM/Williams Grand Prix Engineering RAM/Penthouse-Rizla Racing RAM/Rainbow Jeans Racing | FW07 FW07B       | G | Ford       | Mobil        | Alan Jones Carlos Reutemann Desiré Wilson Rupert Keegan Kevin Cogan Geoff Lees                                          |                                                                          | Campeã 120 pontos                |
| 1979                               | Albilad-Saudia Racing Team | FW06 FW07        | G | Ford       | Mobil        | Alan Jones Clay Regazzoni                                                                                               |                                                                          | 2º lugar 75 pontos               |
| 1978                               | Williams Grand Prix Engineering | FW06             | G | Ford       | Shell Texaco | Alan Jones Carlos Reutemann                                                                                             |                                                                          | 9º lugar 11 pontos               |
| Não esteve como construtor em 1977 | |                  |   |            |              | |                                                                          |                                  |
| 1976                               | Frank Williams Racing Cars Mapfre-Williams Walter Wolf Racing                                                                            | FW04 FW05        | G | Ford       | Fina         | Emilio Zapico Jacky Ickx Michel Leclère Tom Belsø Arturo Merzario Chris Amon Warwick Brown Hans Binder Masami Kuwashima |                                                                          | 15º lugar nenhum ponto           |
| 1975                               | Frank Williams Racing Cars | FW FW04          | G | Ford       | Fina         | Emilio Zapico Jacky Ickx Michel Leclère Tom Belsø Arturo Merzario Chris Amon Warwick Brown Hans Binder Masami Kuwashima |                                                                          | 9º lugar 6 pontos                |

## Galeria

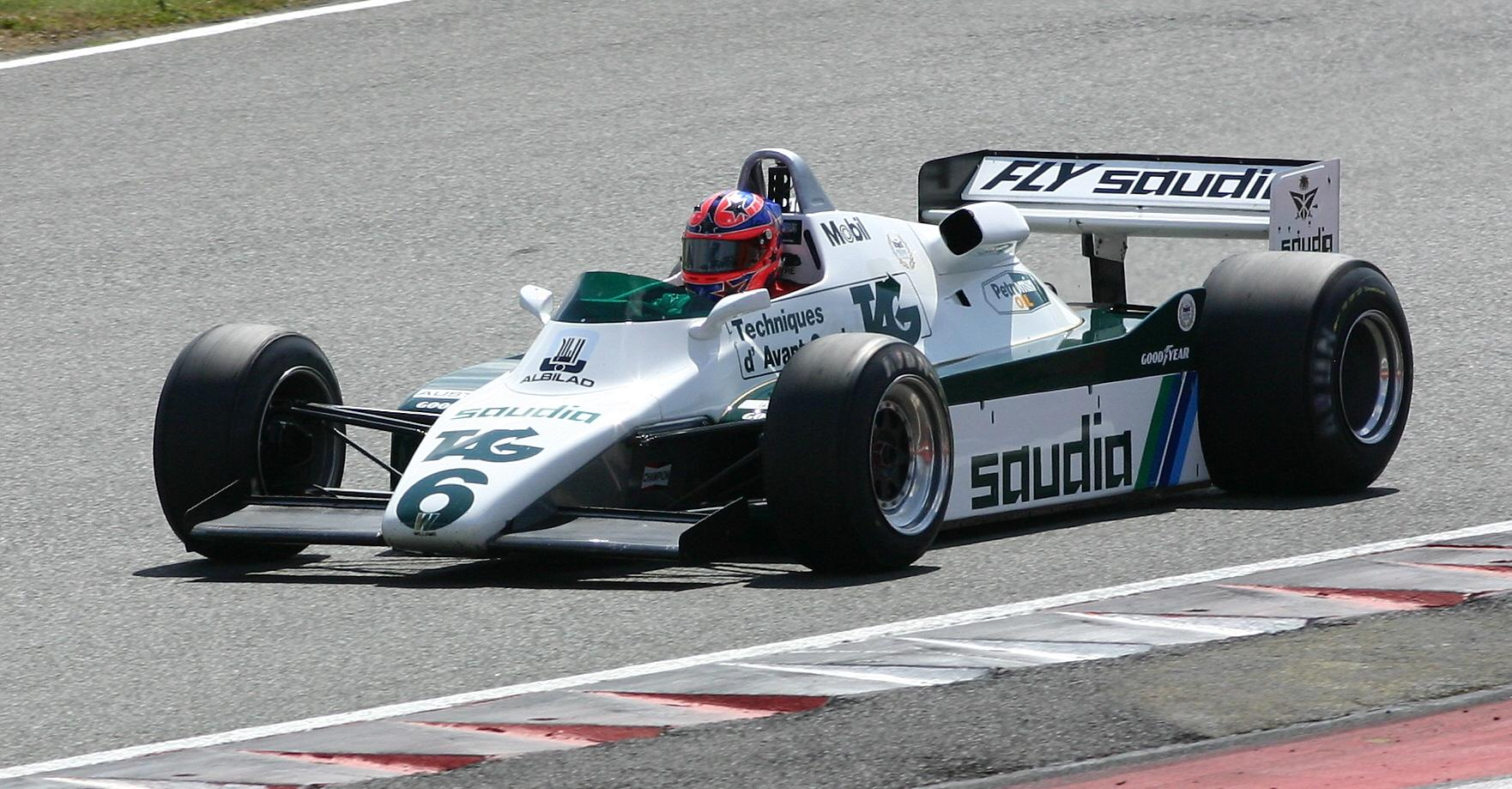
A Williams FW08 foi o modelo conquistou o titulo de pilotos com Keke Rosberg.
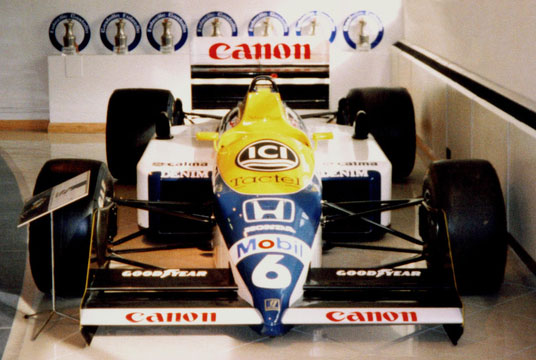
A Williams FW11 foi o modelo conquistou o titulo de pilotos com Nelson Piquet.
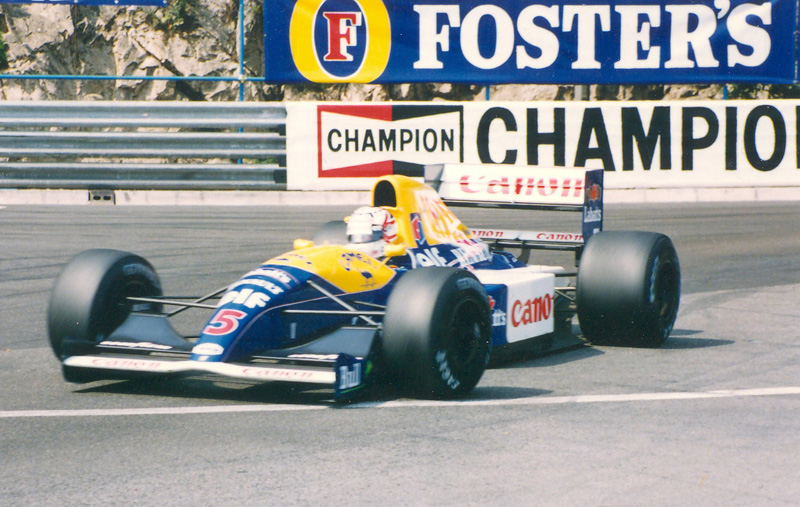
Nigel Mansell pilotando o modelo FW14 no GP de Mônaco de 1991.
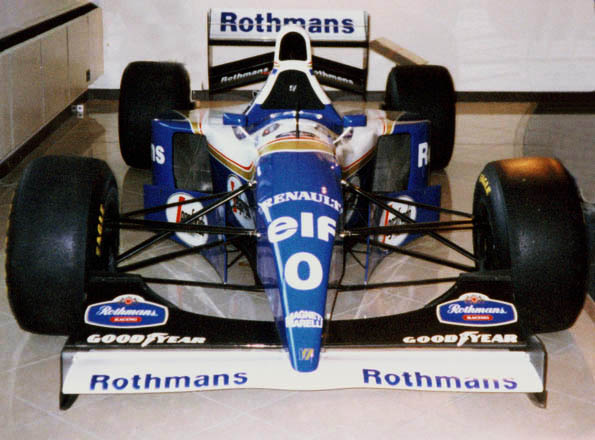
A Williams FW16 foi o modelo que Ayrton Senna sofreu o acidente fatal no GP de San Marino de 1994.
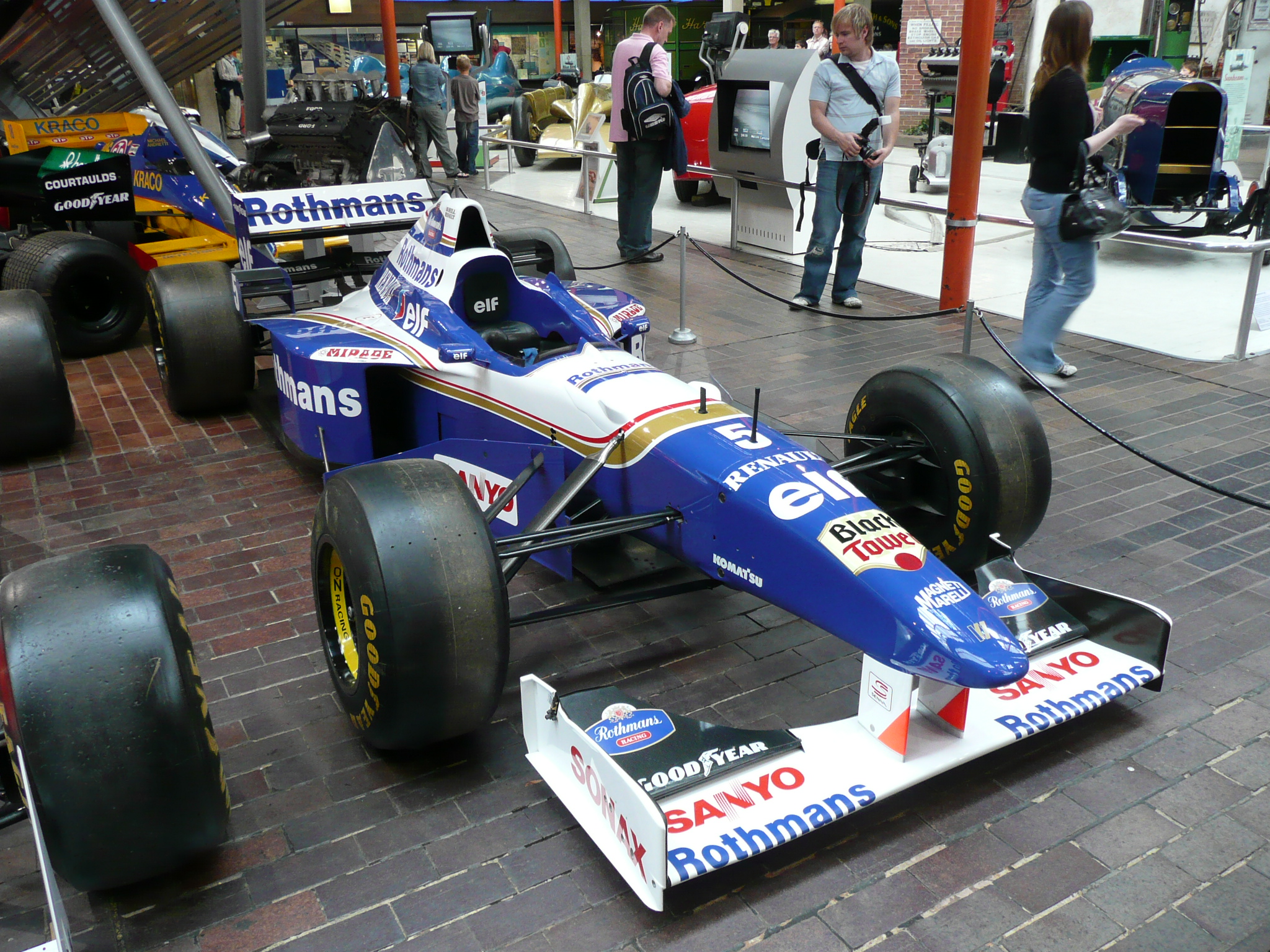
A Williams FW18 foi modelo que conquistou o titulo de pilotos com Damon Hill e de construtores.
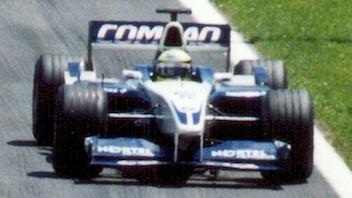
Ralf Schumacher pilotando o modelo FW23 no GP do Canadá de 2001.
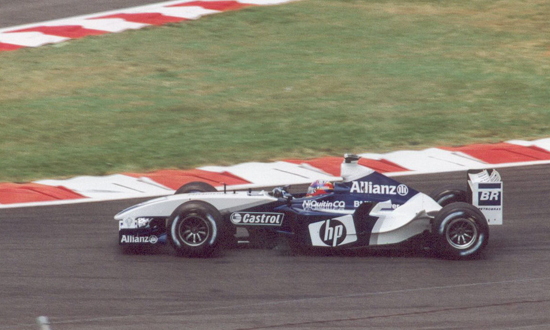
Juan Pablo Montoya pilotando o modelo FW25 no GP da França de 2003.
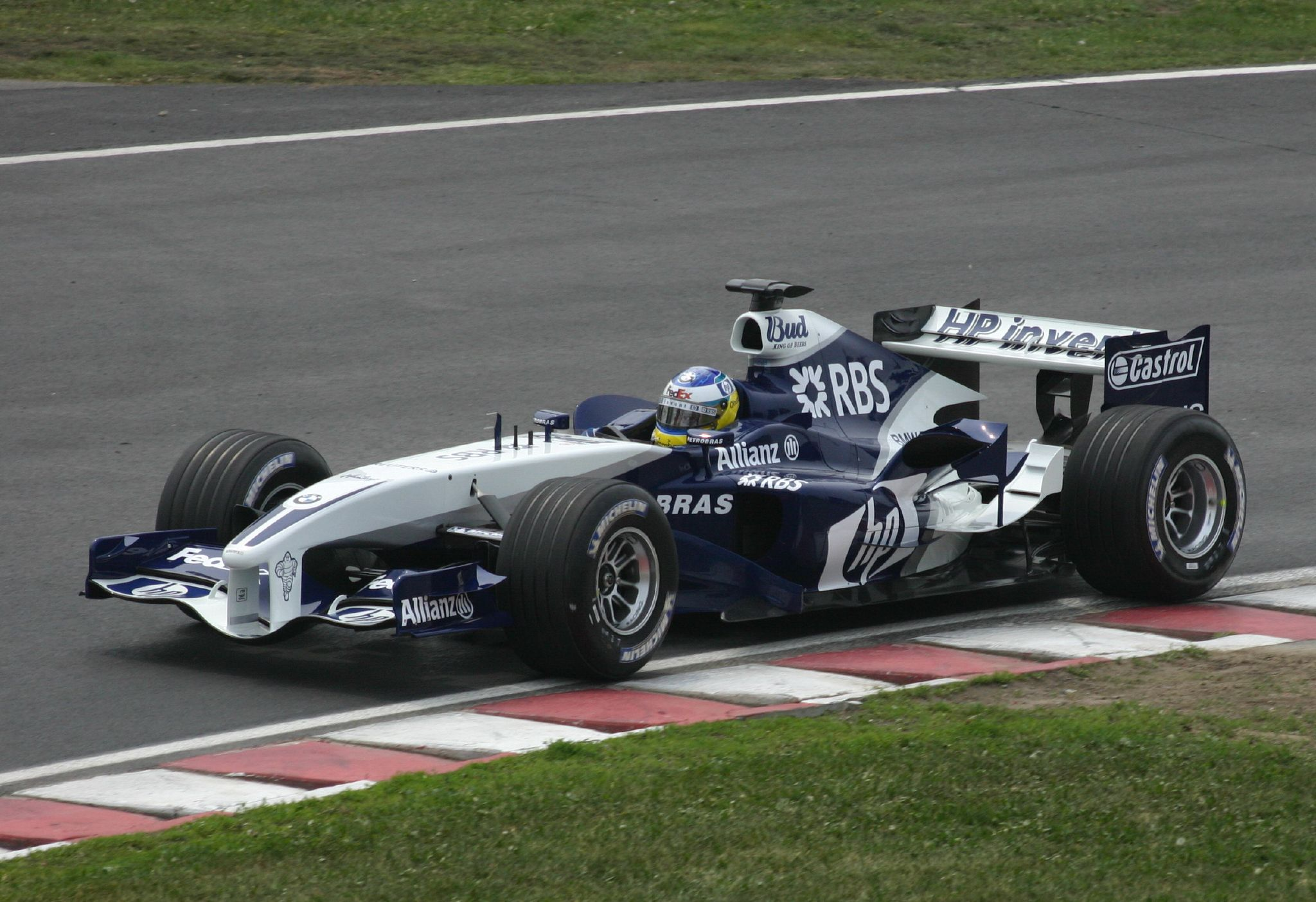
Nick Heidfeld pilotando o modelo FW27 no GP do Canadá de 2005.
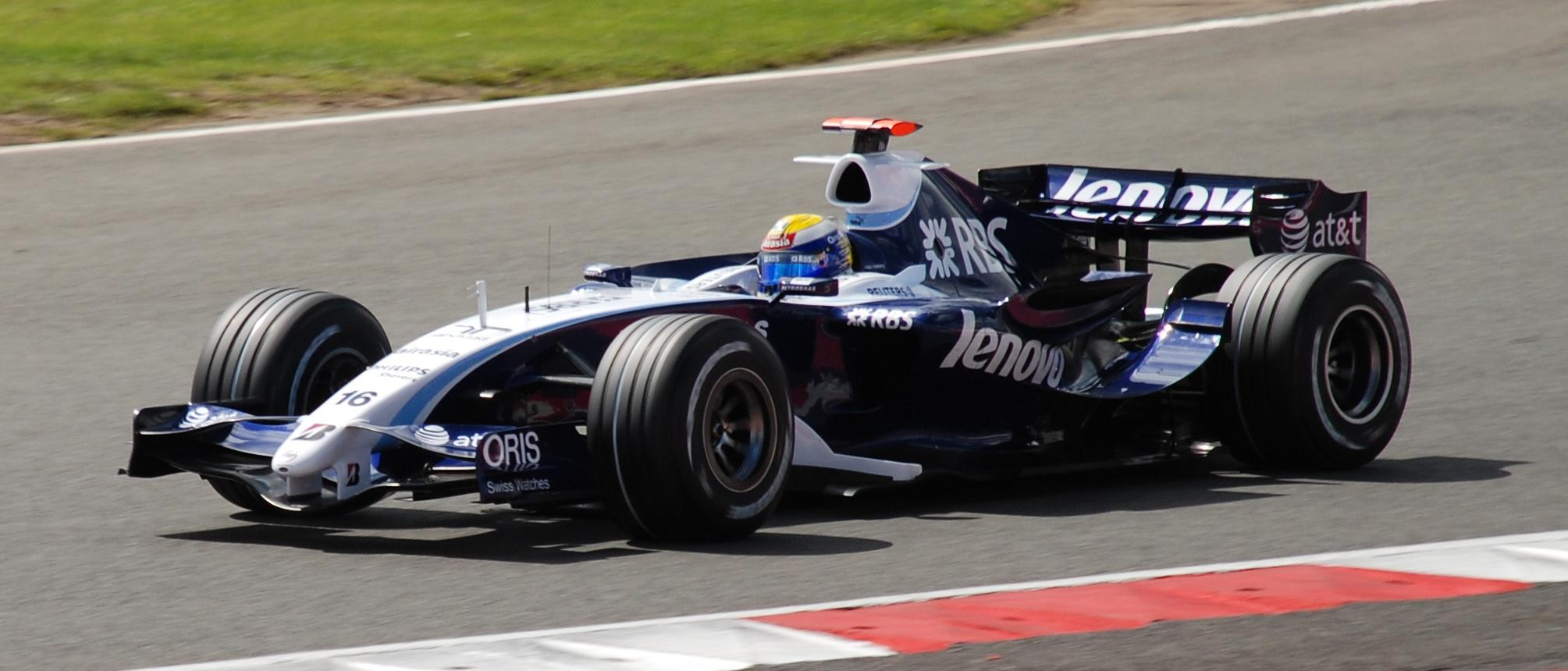
Nico Rosberg pilotando o FW29 no GP da Grã-Bretanha de 2007.
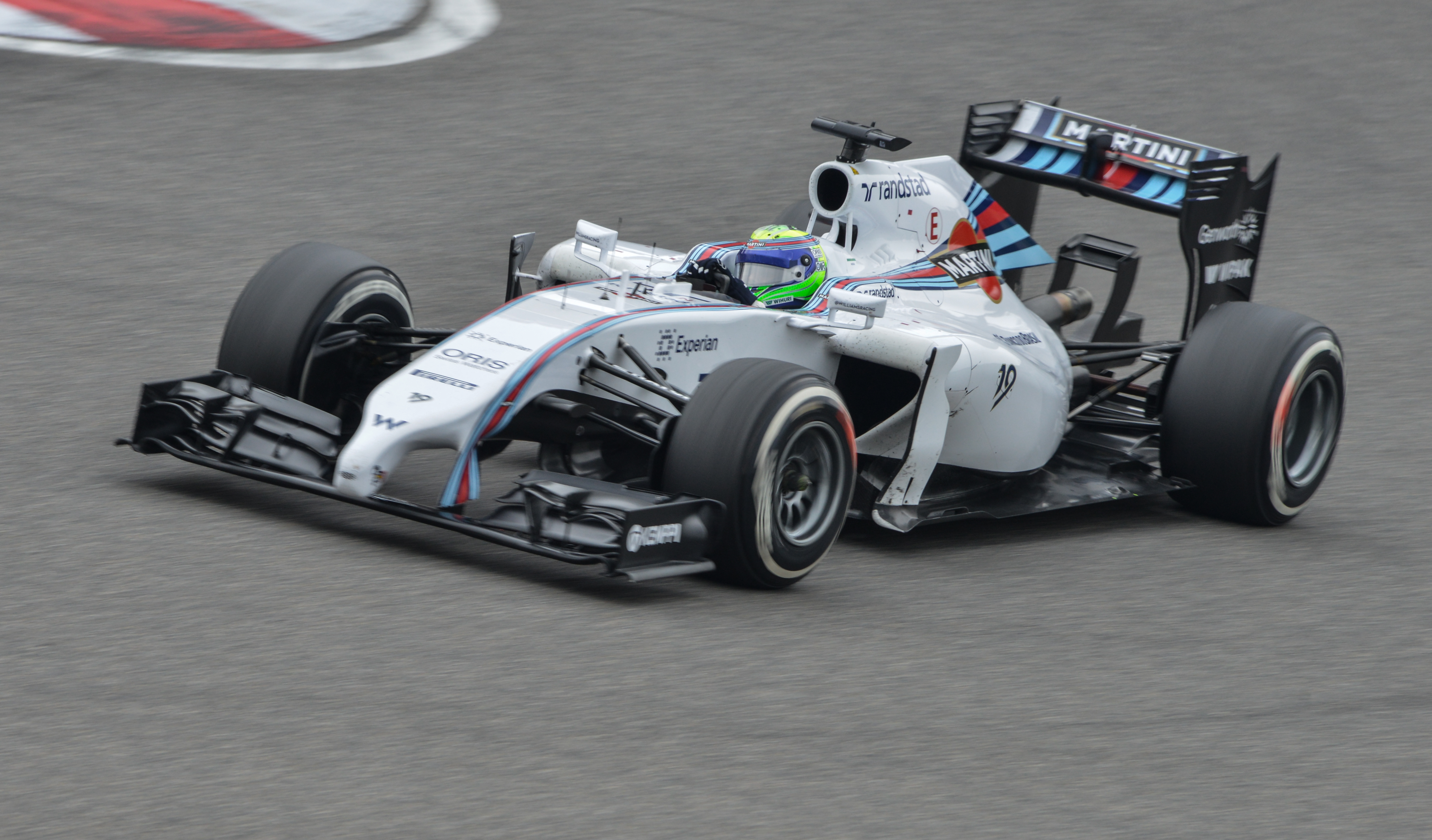
Felipe Massa pilotando o FW36 no GP da China de 2014.
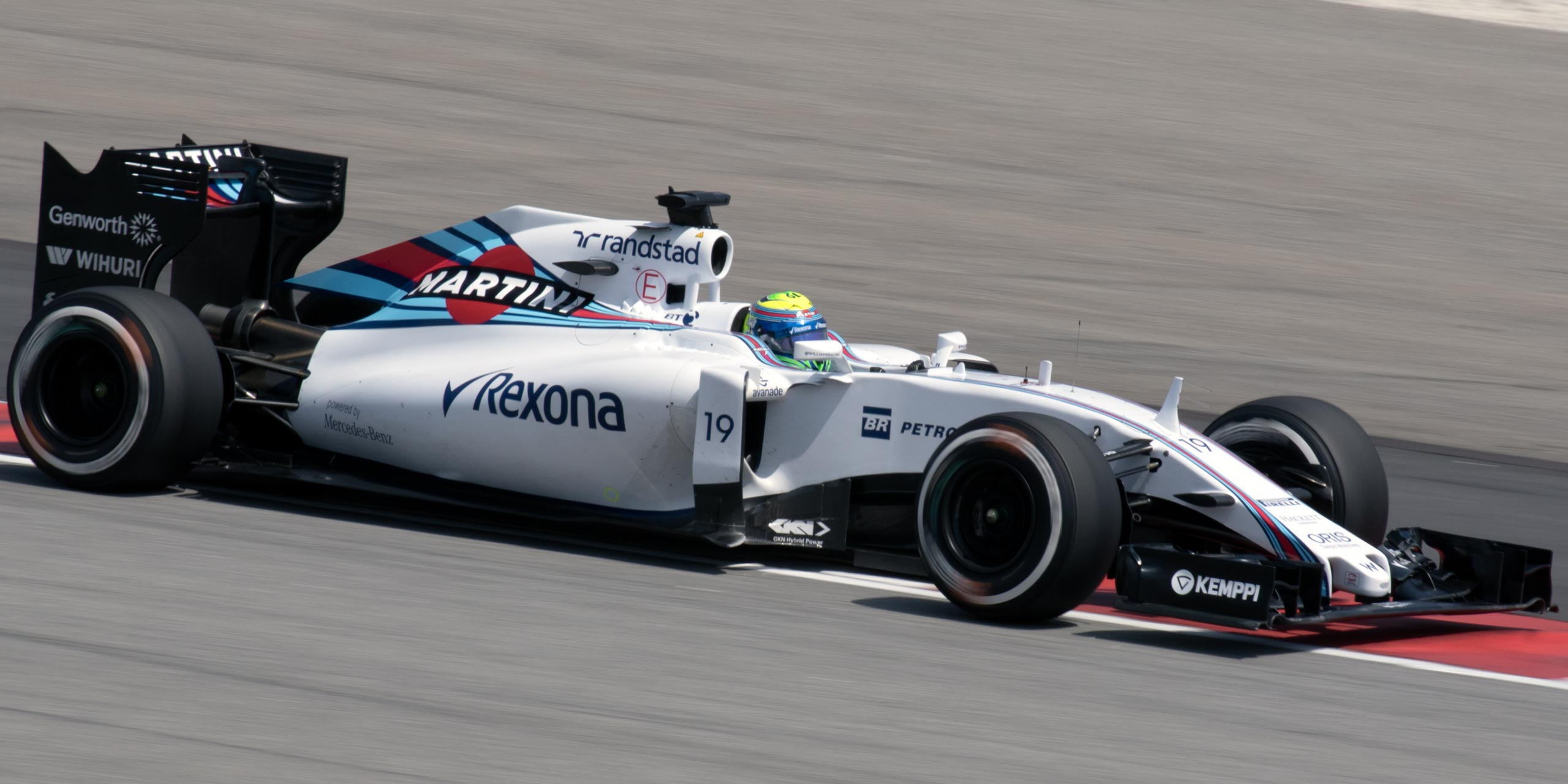
Felipe Massa pilotando o FW37 no GP da Malásia de 2015.
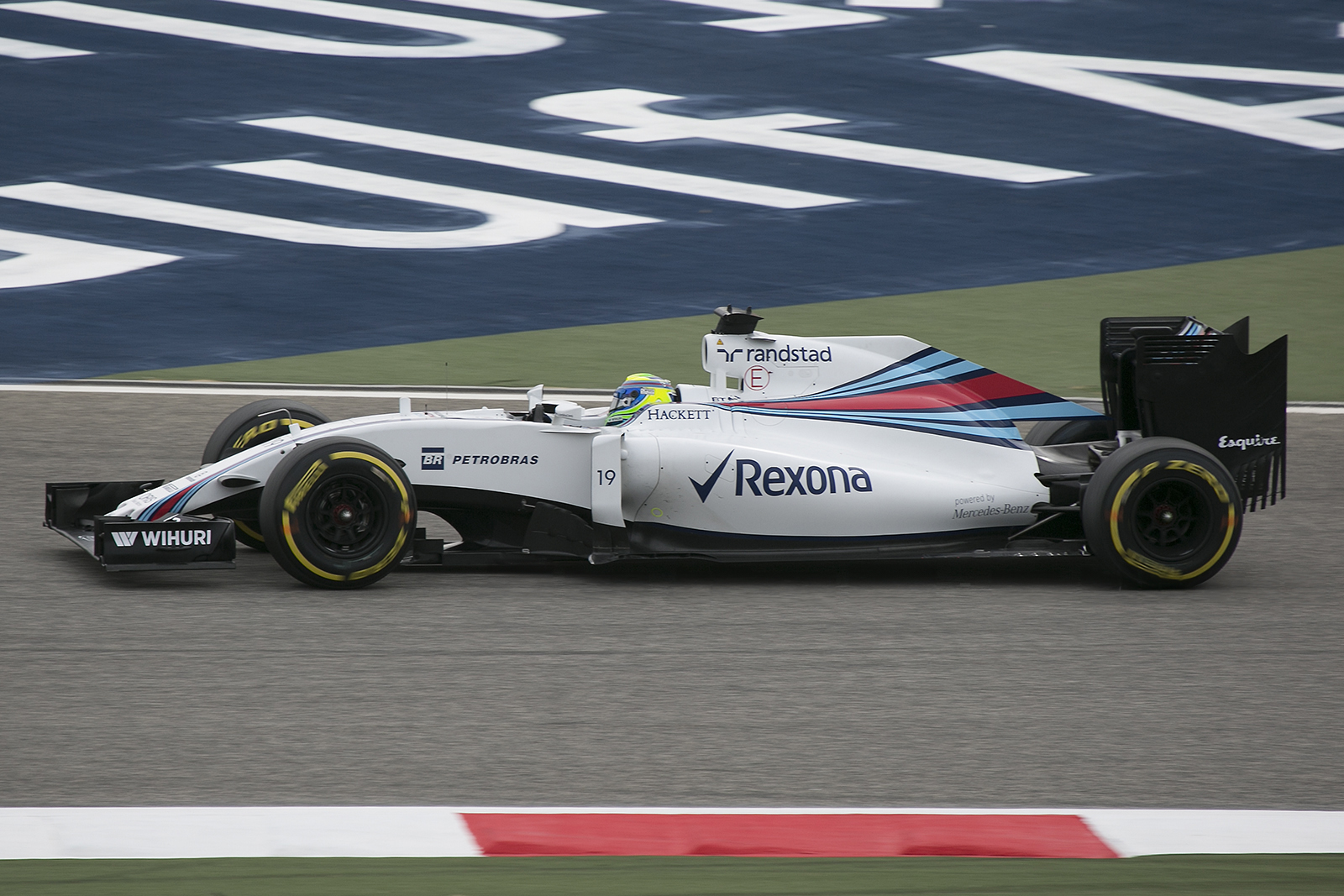
Felipe Massa pilotando o FW38 no Grande Prêmio do Barém de 2016.
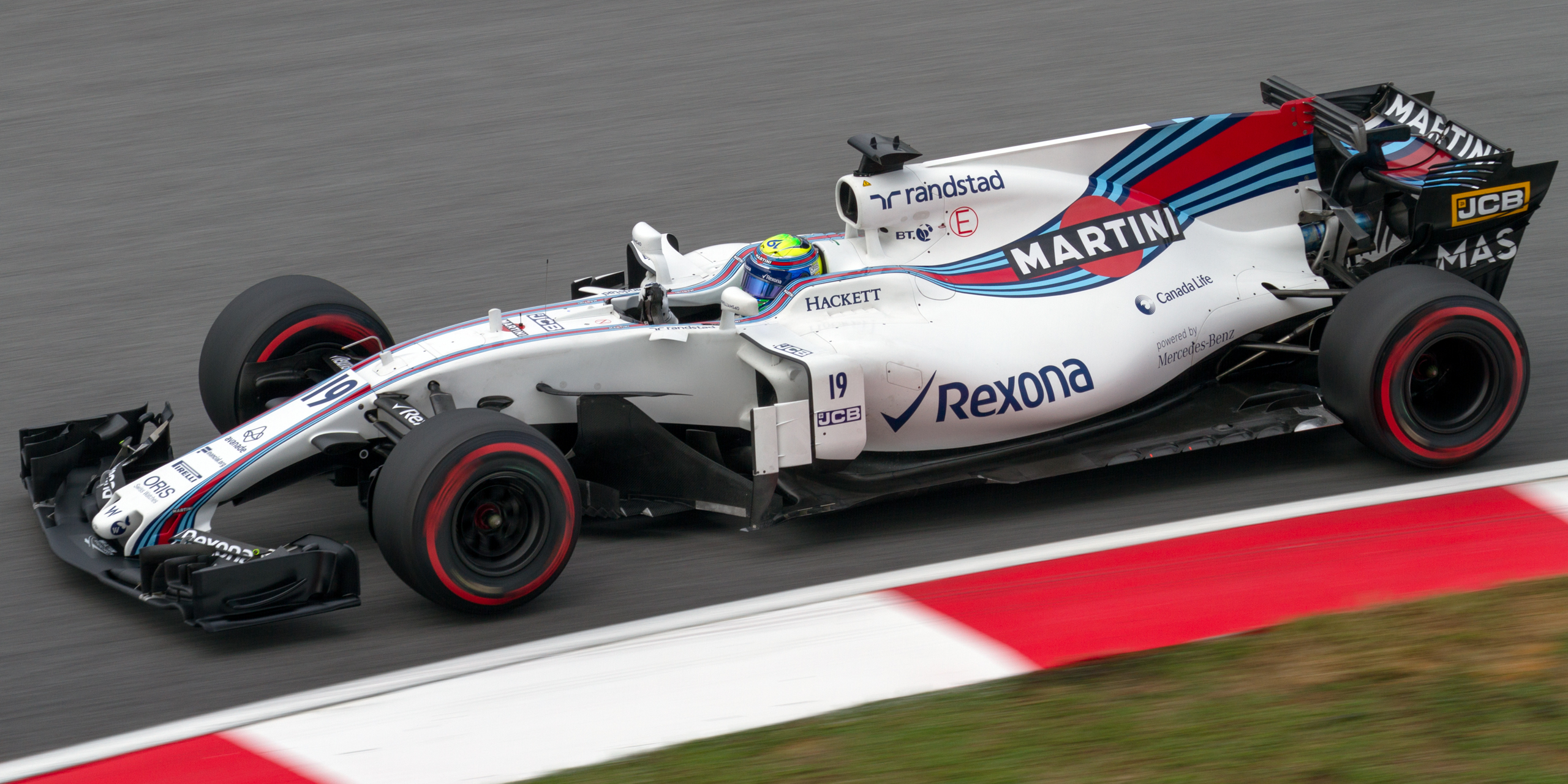
Felipe Massa pilotando o FW40 no Grande Prêmio da Malásia de 2017.
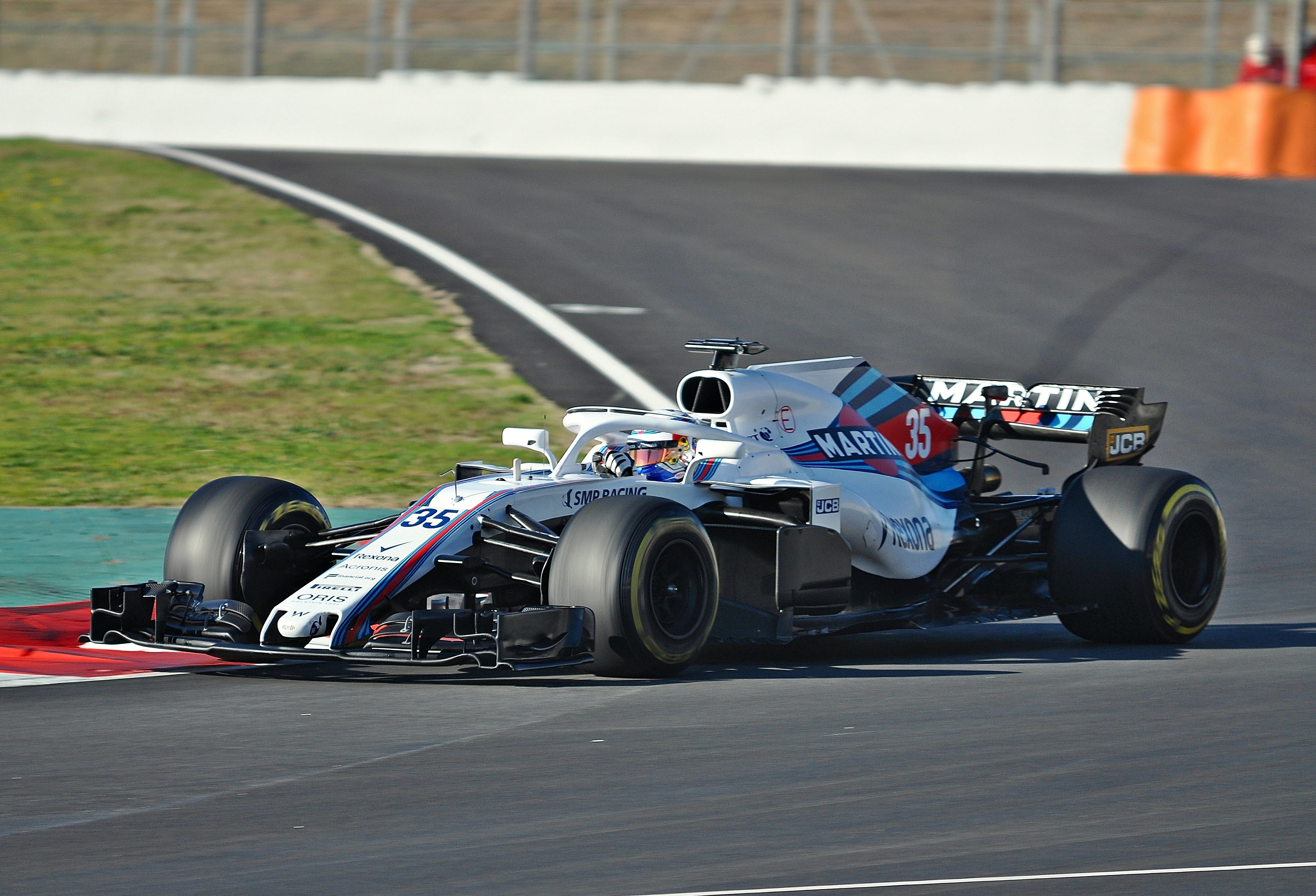
Sergey Sirotkin testando o modelo FW41 em Catalunha em 2018.
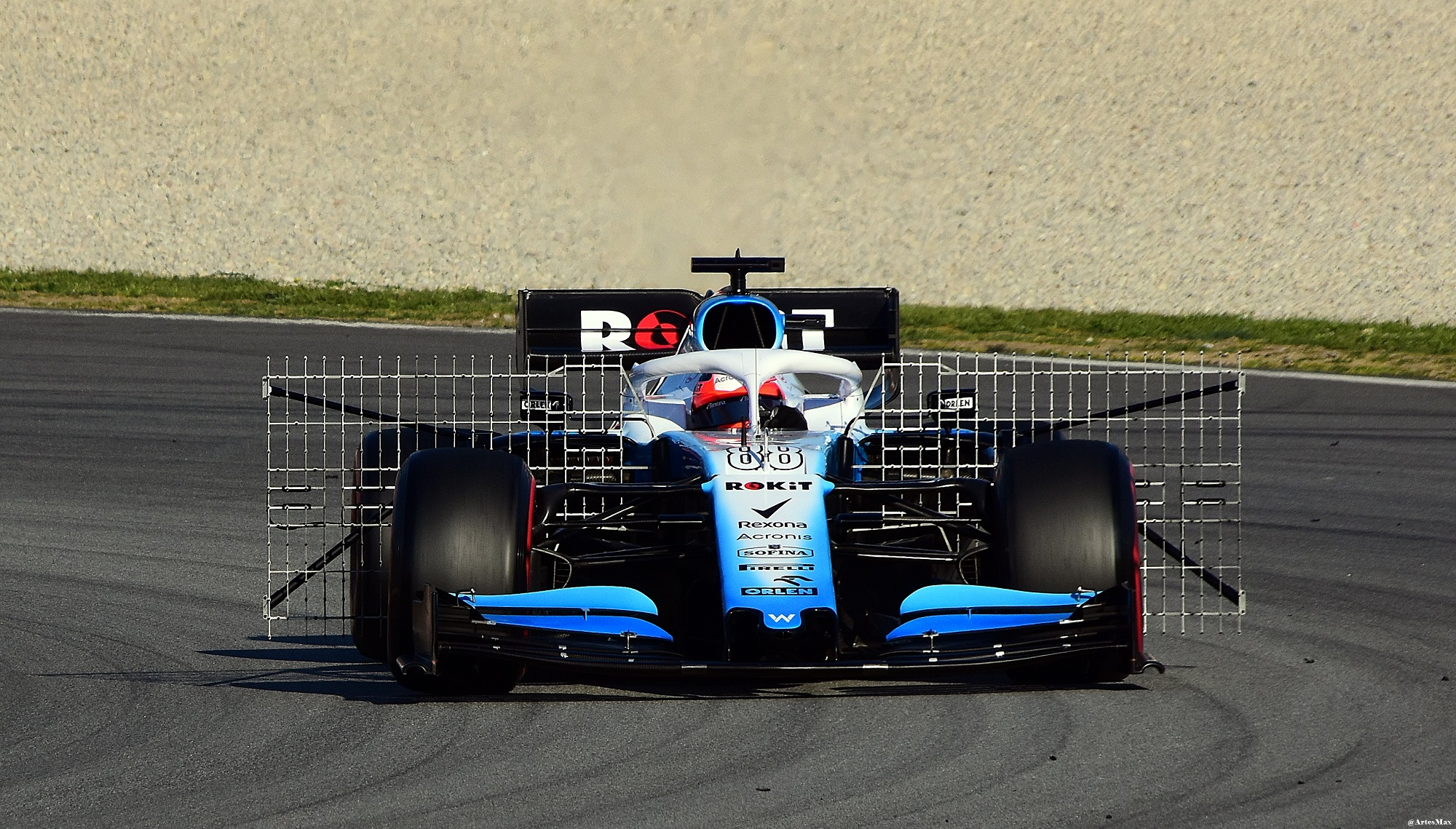
Robert Kubica testando o FW42.
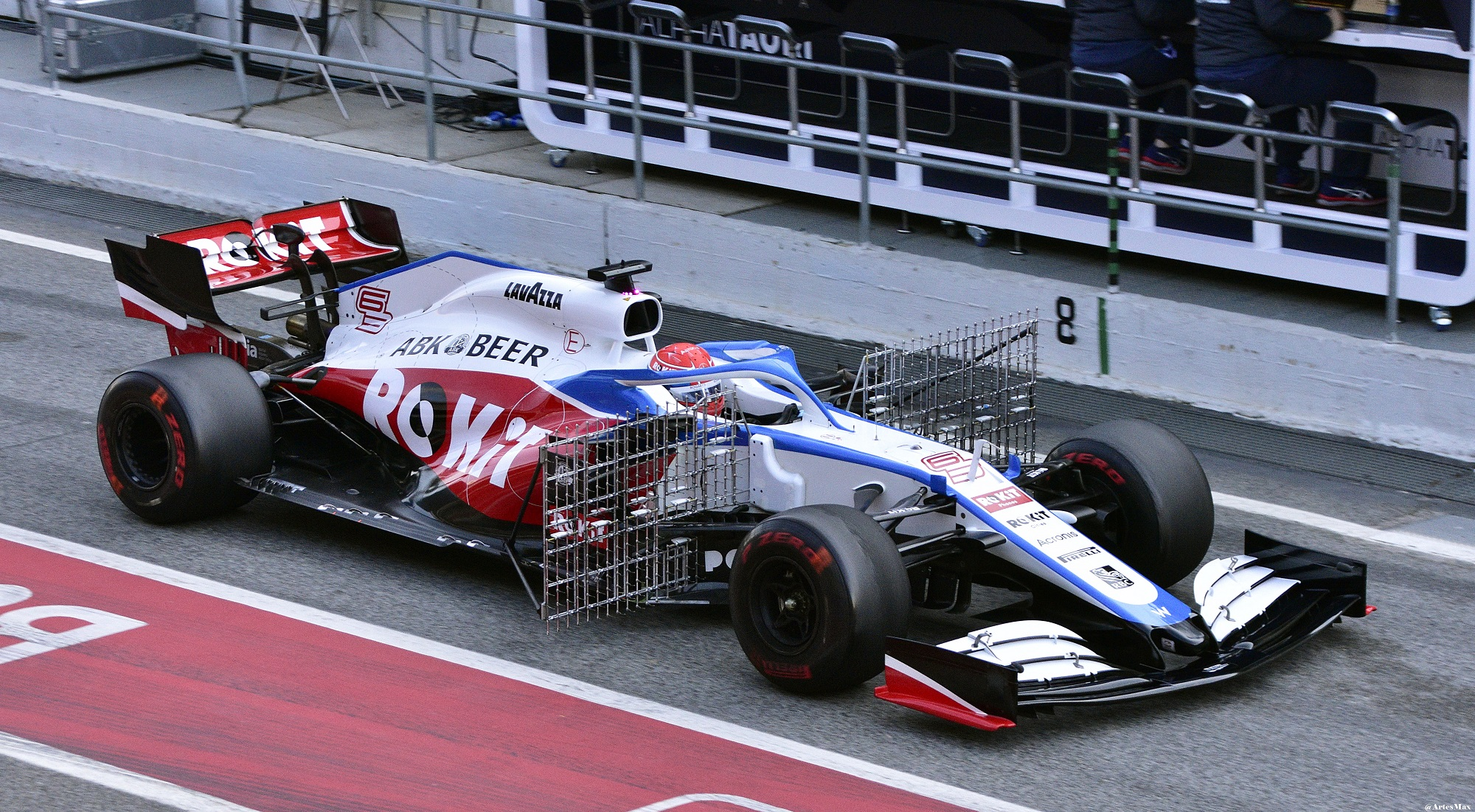
George Russell pilotando o FW43 nos testes de pré-temporada em Barcelona.
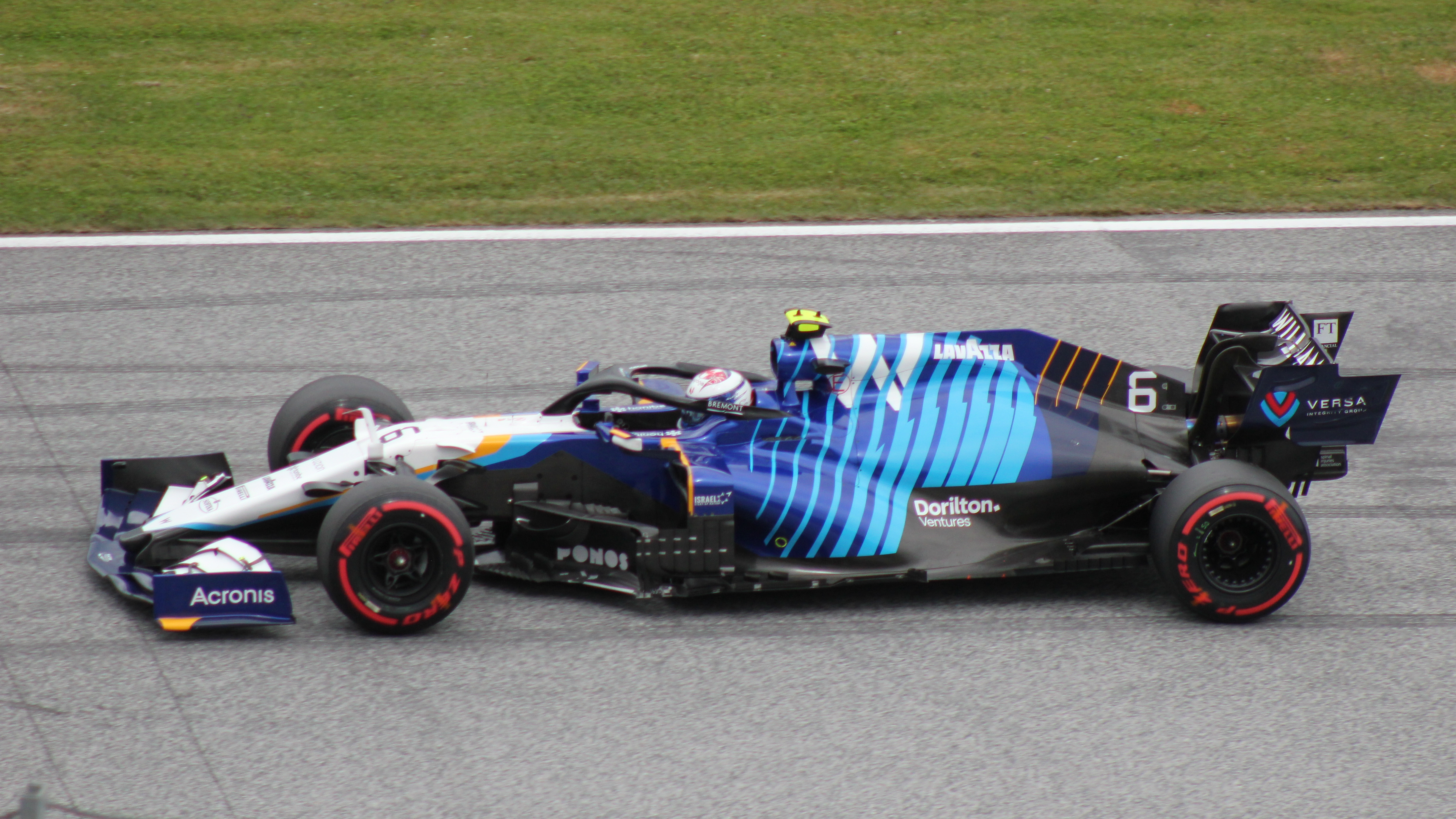
Nicholas Latifi conduzindo o FW43B durante o GP da Áustria de 2021
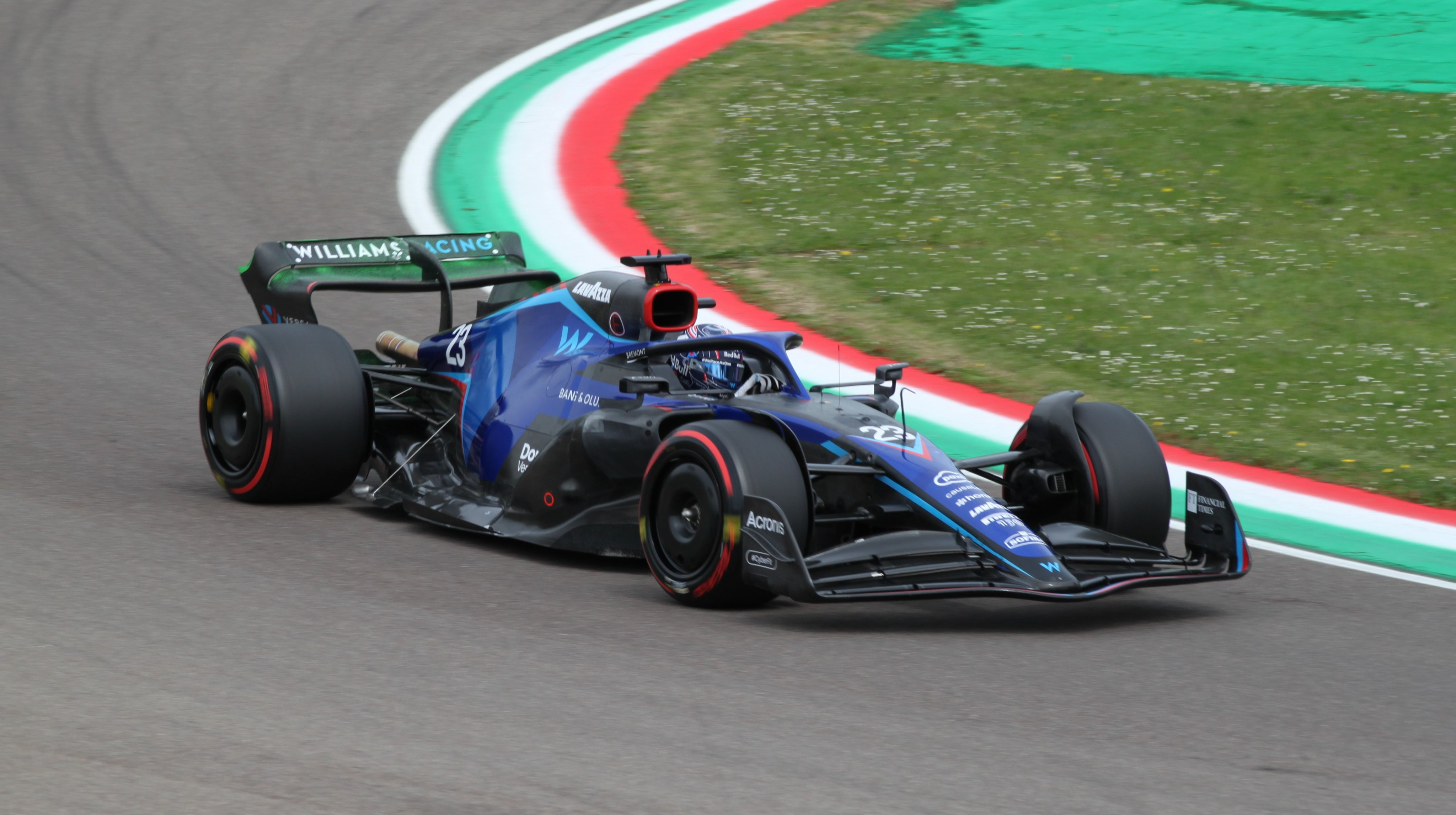
Alexander Albon pilotando o Williams FW44 no Grande Prêmio da Emília-Romanha de 2022
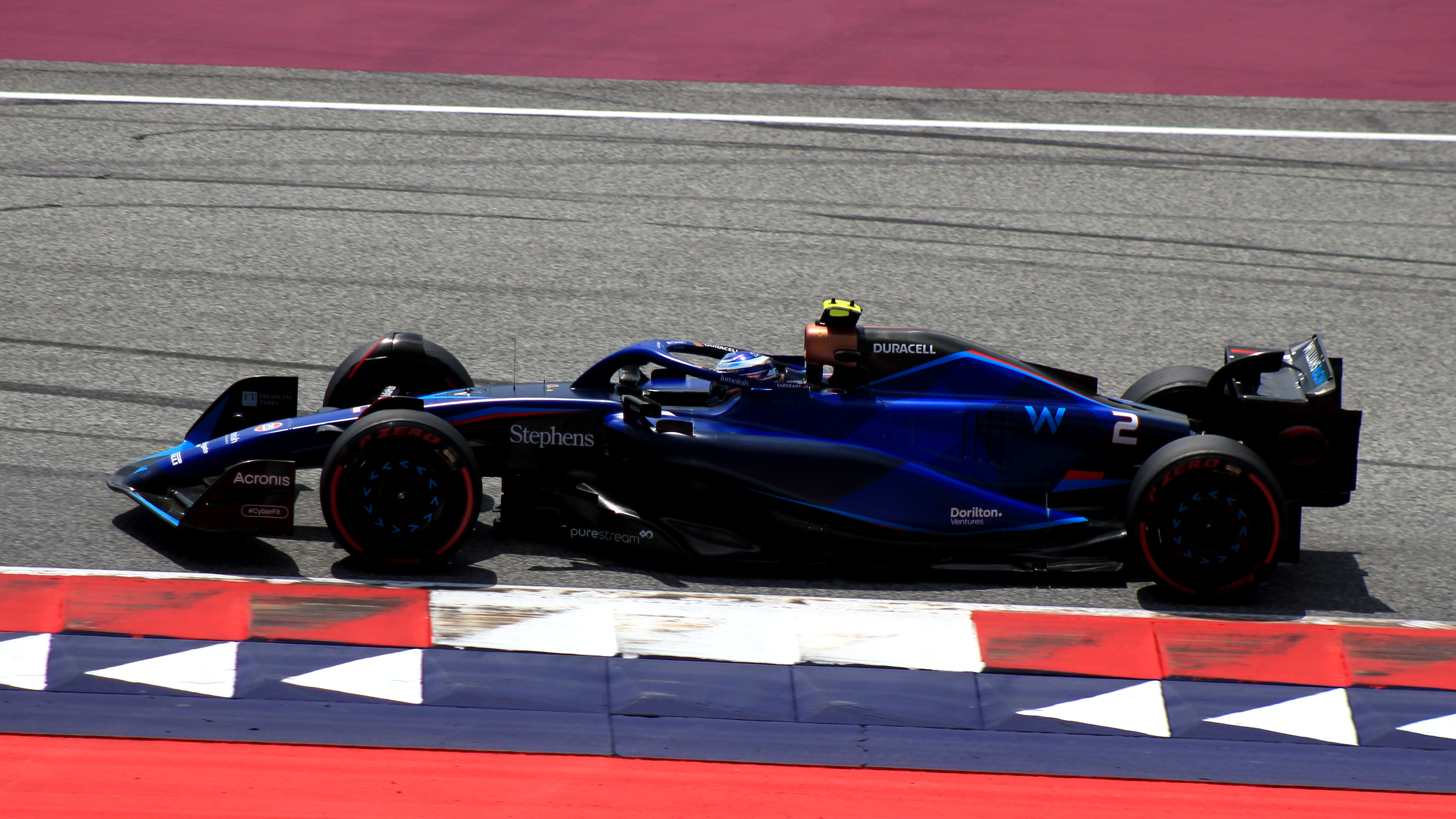
Logan Sargeant guiando o FW45 no GP da Áustria de 2023

## Campeões Mundiais
| Campeonatos | Pilotos            | Temporadas |
| ----------- | ------------------ | ---------- |
| 1           | Alan Jones         | 1980       |
| 1           | Keke Rosberg       | 1982       |
| 1           | Nelson Piquet      | 1987       |
| 1           | Nigel Mansell      | 1992       |
| 1           | Alain Prost        | 1993       |
| 1           | Damon Hill         | 1996       |
| 1           | Jacques Villeneuve | 1997       |

## Vitórias por pilotos
Nigel Mansell: 28
Damon Hill: 21
Alan Jones: 12
Jacques Villeneuve: 11
Nelson Piquet: 7
Alain Prost: 7
Ralf Schumacher: 6
Keke Rosberg: 5
Riccardo Patrese: 4
Juan Pablo Montoya: 4
Thierry Boutsen: 3
Carlos Reutemann: 3
Pastor Maldonado: 1
Heinz-Harald Frentzen: 1
David Coulthard: 1
Clay Regazzoni: 1